# Pfarrkirche Wolkersdorf im Weinviertel

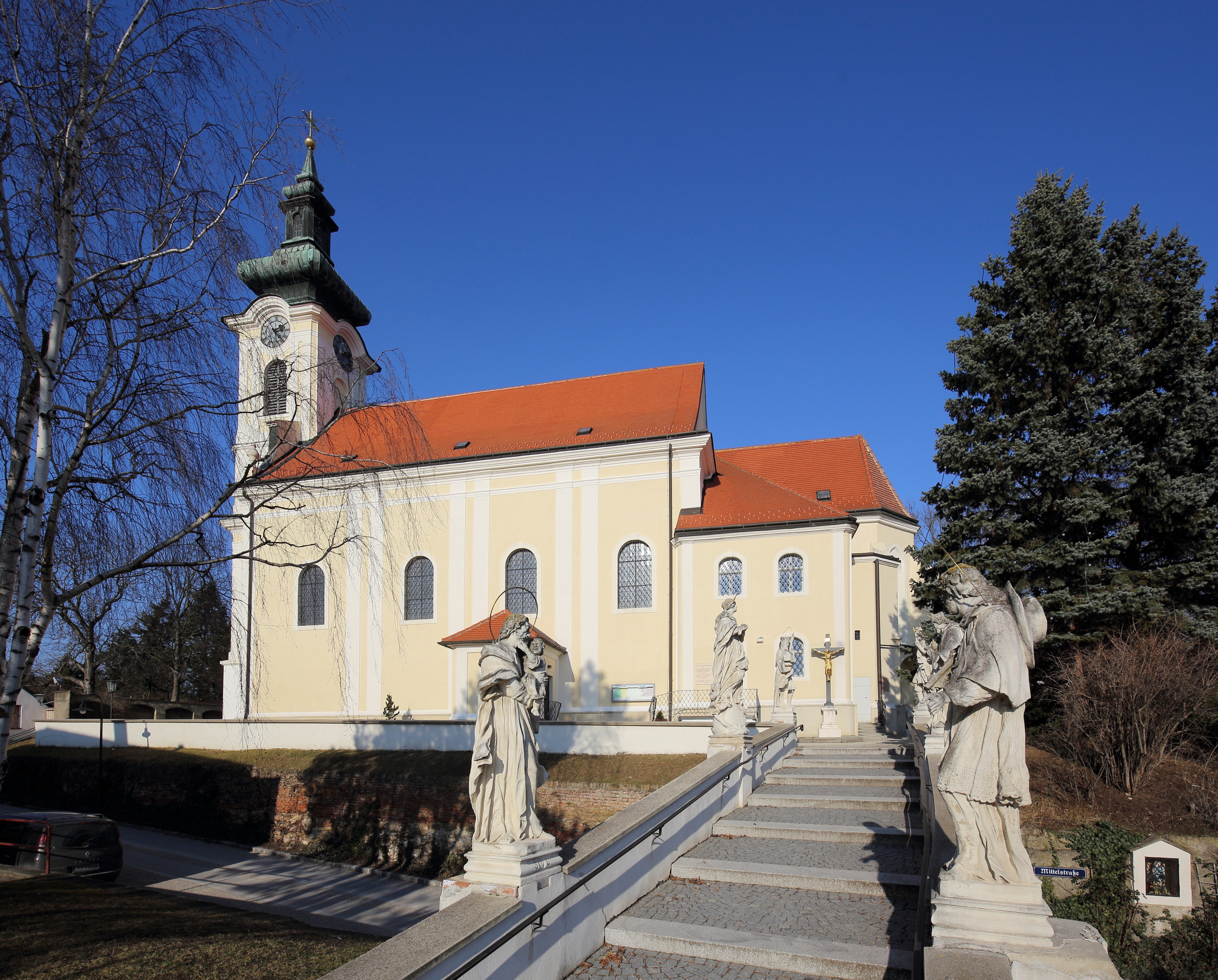
Pfarrkirche hl. Margareta in Wolkersdorf

Die römisch-katholische Pfarrkirche Wolkersdorf im Weinviertel steht in der Gemeinde Wolkersdorf im Weinviertel im Bezirk Mistelbach in Niederösterreich. Sie ist der heiligen Margareta geweiht und liegt im Dekanat Wolkersdorf im Vikariat Unter dem Manhartsberg der Erzdiözese Wien. Das Bauwerk steht unter Denkmalschutz (Listeneintrag).

## Lagebeschreibung
Die Kirche steht auf einer Anhöhe nördlich über dem Kirchenplatz. Vom Kirchplatz aus ist die Kirche über einen Treppenaufgang mit barocken Statuen erreichbar. Rund um die Kirche befand sich in früherer Zeit ein Friedhof.

## Geschichte
1328 wird erstmals eine Pfarre in Wolkersdorf urkundlich genannt. 1450 ging sie an den Landesfürsten über. Der gotische Chor wurde vor 1350 unter Stephan von Slaet errichtet. Das Langhaus erneuerte man 1727. Der Turmbau und die barocken Zubauten am Chor stammen aus dem Jahr 1754. 1968 erfolgte eine Restaurierung der Kirche.

## Architektur

### Kirchenäußeres
Das Gotteshaus ist ein barocker Saalbau mit eingezogenem gotischem Chor und einem vorgestellten Westturm. Das hohe Langhaus überragt den Chor und ist mit einem Satteldach gedeckt. Die Kirchenfassade ist schlicht mit Doppelpilastern und Rundbogenfenstern gegliedert. Der westlichen Fassade ist der wuchtige Kirchturm vorgestellt. Er wird von zwei Giebelschrägen mit Vasenbekrönung flankiert. Der Westturm ist vierzonig, durch Doppellisenen und Putzfelder gegliedert. Der Glockenhelm ist mächtig gebaut und eingeschnürt. Unterhalb der Spitze weist er eine Laterne auf, die 1965 erneuert wurde. Die Kirche hat drei Turmeingänge in leicht vorschwingenden, dreiecksübergiebelten Feldern. Im zweiten Geschoß ist eine Rundbogennische mit einer barocken Steinfigur der heiligen Margareta. Sie wurde Mitte des 18. Jahrhunderts geschaffen. Der gotische Chor ist polygonal geschlossen und durch abgetreppte Strebepfeiler gegliedert. Die barocken Rundbogenfenster sind an der Nord- und Südseite sind in die vermauerten gotischen Spitzbogenfenster des Polygons eingestellt. Die Gewände und das Maßwerk der Spitzbogenfenster sind als Blendrahmung erhalten. Nördlich und südlich des Chores befinden sich zweigeschoßige, barocke Anbauten. An der Nordseite befindet sich außerdem ein barocker Treppenturm. An der südöstlichen Chorwand befindet sich eine barocke Ölberggruppe in einer Rundbogennische. Die Figurengruppe ist szenisch angeordnet. Rund um den betenden Jesus sind ein Engel mit Kelch sowie ein schlafender Apostel dargestellt. Die Gruppe stammt aus der ersten Hälfte des 18. Jahrhunderts und wurde 1968 restauriert. Außerdem befinden sich ein Grabstein für Wilhelm Grueber mit der Jahreszahl 1729, eine Inschriftenplatte auf einem Sockel aus Fels und ein trauernder Engel auf dem ehemaligen Friedhof. Eine barocke Grabinschrift erinnert an Andreas Glaser, Forstmeister und Jäger im Dienste Kaiser Karl VI. Auf dem Chronogramm befindet sich die Jahreszahl 1735.
Am Treppenaufgang zur Kirche stehen sechs barocke Steinfiguren von 1727. Sie stellen den heiligen Josef, die heilige Maria Immaculata, den heiligen Leopold, den heiligen Karl Borromäus, den heiligen Johannes Nepomuk und den heiligen Florian dar.

### Kircheninneres
Das Langhaus der Kirche ist vierjochig und tonnengewölbt mit Stichkappen über Doppelgurtbögen. Die Gurtbögen ruhen auf gebälkbekrönenden Lisenen. Die dreiachsige Orgelempore lagert auf Pfeilern und ist kreuzgratunterwölbt. Dieses weist aufgelegtes Bandelwerk auf. Der Triumphbogen ist rundbogig und eingezogen. An der Triumphbogenwand befindet sich ein mächtiger, polychromierter stuckierter Doppeladler mit Wappen und Wahlspruch des Kaisers Karl VI. aus dem Jahr 1727. Die Triumphbogenwand ist mit Bandelwerk verziert. Der zweijochige Chor schließt im 5/8-Schluss. Darüber ist Kreuzgratgewölbe mit einem Rosettenschlussstein und bis zur halben Raumhöhe reichenden Bündeldiensten mit Wirteln auf mit Blattwerk und Köpfen reliefierten Konsolen. Darunter sind Runddienste mit profilierten Basen. Die barocken Oratorienfenster mit Schmiedeeisengitterbrüstungen sind vermauert. In der Südwand des Chores befindet sich eine vierteilige, gotische Sessionische mit Spitzgiebeln und Dreipassmaßwerk. An der Rückseite der Sessio befinden sich Reste eines gemalten Vorhanges. Die südseitig des Chores liegende Sakristei ist kreuzgratgewölbt. In der nordseitig liegenden barocken Beichtkammer ist Stichkappentonnengewölbe.

## Ausstattung
Der Hochaltar aus dem Jahr 1768 besteht aus einem barocken Säulenretabelaufbau zwischen adorierenden Engeln. Die pilastergerahmte Wandretabel steht auf einem hohen Sockel. Im Altarauszug ist die Strahlenglorie mit Putten dargestellt. Das Altarbild zeigt die heilige Margareta und wurde 1832 gemalt. Seitlich stehen zwei barocke Schnitzfiguren, die den heiligen Sebastian und den heiligen Rochus darstellen.
Die beiden gleichartigen Seitenaltäre wurden um 1780 aufgebaut. Sie bestehen aus Nischenretabeln mit zierlichen, schwarz-goldenen Rokokorahmen mit Puttenköpfen, Rocaillen und Flammenurnen. Die barocken Schnitzfiguren stammen aus der Zeit um 1760. Auf dem linken Seitenaltar ist der heilige Josef, auf dem rechten Maria Immaculata dargestellt.
Die Kanzel wurde um 1770 aufgebaut. Auf dem Schalldeckel befinden sich Putten mit Attributen der Christlichen Tugenden. Die Kreuzwegreliefs stammen von E. Kerschbaum aus dem Jahr 1968. In der Kirche ist außerdem eine spätbarocke, kleinfigurige Kreuzigungsgruppe. Das Speisegitter ist schmiedeeisern und stammt aus dem Jahr 1755. Das barocke Taufbecken ist aus Marmor, ist gebuckelt und steht auf einem erneuerten Balustradensockel. Die Beichtstühle sind barock und weisen geschnitzte Wangen auf. Das Ölbild eines Kruzifix stammt aus dem Jahr 1866 und ist eine Kopie nach Anthonis van Dyck. Das Ölbild des heiligen Johannes Nepomuk stammt vom Ende des 18. Jahrhunderts.

## Orgel
Das Orgelwerk mit 16 Registern von 1896 von Johann M. Kauffmann steht in einem neobarocken Gehäuse. An der Emporenbrüstung ist eine spätbarocke Verkleidung mit vier Reliefs, die die „Verkündigung Mariens“, die heilige Cäcilia und König David darstellen.